# 鍾世斌
鍾世斌（1905年—1935年5月），江西兴国县人。中国共产党早期领导人。

## 生平
早年随父务农兼营竹笠为生。19118年，赣西红军第七纵队游击到兴国时，投奔中国工农红军，任红七纵队侦察员、乡农协主席，参加兴国暴动及当地农民运动。因表现突出历任兴国县高兴区苏维埃政府主席、县苏维埃政府财政部长、县苏维埃政府主席。1930年，加入中国共产党。1933年4月，调任闽赣省革命委员会主席团成员并兼任土地部长。9月，调任粤赣省苏维埃政府主席。1934年1月，作为粤赣省代表出席全国第二次苏维埃代表大会，被选为苏维埃共和国中央执行委员会委员。1934年8月，临危受命，调任赣南省苏维埃政府主席，与省委书记鍾循仁等一起，根据中央指令，圆满完成7000名扩大红军任务；大力筹集粮食和军需物资，掩护和支援中央机关和红军主力在雩都集结突围。10月，红军长征后，他留在地方坚持游击战争。1935年2月，率部在信康边界突围时被俘，5月遭杀害。